# Sevda Erginci
Sevda Erginci (* 3. Oktober 1993 in Istanbul) ist eine türkische Schauspielerin.

## Leben und Karriere
Erginci wurde am 3. Oktober 1993 in Istanbul geboren. Ihr Vater kommt aus Mardin und ihre Mutter kommt aus Nordmazedonien. Ihr Debüt gab sie 2012 in der Fernsehserie Koyu Kırmızı. Im selben Jahre trat Erginci in Veda auf. Danach bekam sie 2013 eine Rolle in Karagül. 2015 spielte sie in den Kinofilm Uzaklarda Arama. Ihre Hauptrolle bekam Erginci in der Serie Hayat Bazen Tatlıdır. Ihre nächste Hauptrolle bekam sie in Ver Elini Aşk. Außerdem spielte sie in Yasak Elma mit. 2019 trat Erginci in Sevgili Geçmiş auf. Unter anderem spielte sie 2020 in Uyanış: Büyük Selçuklu mit.

## Filmografie
Filme
- 2015: Uzaklarda Arama

Serien
- 2012: Koyu Kırmızı
- 2012: Veda
- 2013–2015: Karagül
- 2016–2017: Hayat Bazen Tatlıdır
- 2017: Ver Elini Aşk
- 2017–2018: Yasak Elma
- 2019: Sevgili Geçmiş
- 2020–2021: Uyanış: Büyük Selçuklu
- 2021–2022: Elkızı
- 2022: Seni Kalbime Sakladım

## Auszeichnungen
- İKÜ Kariyer Onursal Ödülleri in der Kategorie „Beste Schauspielerin des Jahres“[6]
- Medipol İK İş Dünyası Ödülleri in der Kategorie „Bestes Debüt einer Schauspielerin“[7]
- 4. KKTC Yılın En İyileri Ödülleri in der Kategorie „Bestes Debüt einer Schauspielerin des Jahres“[8]